# オードラ・マクドナルド
オードラ・マクドナルド（Audra McDonald、本名：Audra Ann McDonald　1970年7月3日 - ）は、アメリカ合衆国の女優、および歌手。

## 来歴
ドイツ、ベルリンにて生まれ、カリフォルニア州フレズノにて育つ。ハイスクールを卒業後、ジュリアード音楽院にて声楽を学ぶ。
主にブロードウェイで活動。1994年『回転木馬』、1998年『Ragtime』、1996年『Master Class』、2004年『ア・レーズン・イン・ザ・サン』、2012年『ポーギーとベス』、2014年『レディ・デイ』とミュージカル部門、演劇部門あわせて6度トニー賞を受賞するなど高い評価を得ている。
2007年から2013年まで、テレビシリーズ『プライベート・プラクティス 迷えるオトナたち』にて主人公の友人で生殖医療の専門家、ナオミ・ベネット役でレギュラー出演した。
歌手としても今までにアルバムを4枚リリースしている。
2000年にピーター・ドノヴァンと結婚し、翌年娘を出産している。

## 主な出演作品

### 映画
- デレイニー姉妹の100年 Having Our Say:The Delany Sisters+ First 100 Years (1999)　テレビ映画
- アニー Annie (1999)　テレビ映画
- ラスト・デシジョン The Last Debate (2000)　テレビ映画
- エマ・トンプソンのウィット/命の詩 Wit (2001)　テレビ映画
- ア・レーズン・イン・ザ・サン A Raisin in the Sun (2008)　テレビ映画
- 幸せをつかむ歌 Ricki and the Flash (2015)
- 美女と野獣 Beauty and the Beast (2017)
- リスペクト Respect (2021)

### テレビシリーズ
- LAW & ORDER:性犯罪特捜班 Law & Order: Special Victims Unit (2000)　ゲスト出演
- キッドナップ Kidnapped (2006)　ゲスト出演
- プライベート・プラクティス 迷えるオトナたち Private Practice (2007-2013)
- グレイズ・アナトミー 恋の解剖学 Grey's Anatomy (2009)　ゲスト出演
- グッド・ファイト The Good Fight (2018-)
- ザ・バイト The Bite (2021)
- ギルデッド・エイジ -ニューヨーク黄金時代- The Gilded Age (2022-)

### 舞台
- 回転木馬 Carousel (1994)
- Master Class (1996)
- Ragtime (1998)
- Marie Christine (1999)
- ア・レーズン・イン・ザ・サン A Raisin in the Sun (2004)
- 110 in the Shade (2007)
- ポーギーとベス Porgy and Bess (2011)

### スタジオ・アルバム
- 楽園に戻る道 Way Back to Paradise (1998)
- オードラ~ブロードウェイのディーバ How Glory Goes (2000)
- Happy Songs (2002)
- Build a Bridge (2006)